# Кюр
Кюр (азерб. Kür) — посёлок городского типа в Шамкирском районе Азербайджана. Посёлок расположен в 12 км от железнодорожной станции Шамкир (на линии Гянджа — Акстафа).
Статус посёлка городского типа с 1978 года.
Возник при строительстве Шамхорского водохранилища.

## Известные жители
- Искендер Азнауров — Национальный Герой Азербайджана[1].

## Население
| 1979 | 1989 | 2012 |  |
| ---- | ---- | ---- |  |
| 2378 | 6700 | 7800 |  |